# クームス試験
クームス試験（クームスしけん、英: Coombs test)とは、赤血球の細胞膜に結合している免疫グロブリン（抗体）が存在しているか否かを調べる試験である。免疫グロブリンが赤血球に結合している場合、これに抗免疫グロブリン抗体を加えると、免疫グロブリンと抗免疫グロブリン抗体が結合し、抗原抗体反応が起きる。この結果、赤血球は凝集する。凝集が起きた場合をクームス試験陽性、起きない場合をクームス試験陰性と言う。

## 間接クームス試験
患者の血清と健常者の血液を混合したものに抗免疫グロブリン抗体を加え赤血球凝集反応が起きるか否かを検査する（血清中に存在する不規則抗体を検出する）。

## 直接クームス試験
患者の赤血球浮遊液に抗免疫グロブリン抗体を加え赤血球凝集反応が起きるか否かを検査する（赤血球表面に結合している抗赤血球抗体を検出する）。
IgG、補体いずれにも反応する多特異性抗グロブリン試薬を用いて検査する。さらに特定するには抗IgG、抗C3b、抗C3d抗血清を使う。
自己免疫性溶血性貧血（AIHA）は,自己の赤血球に対する抗体(自己抗体)を産生することによる疾患で、既に抗体が感作されているため直接クームス試験は陽性となる。
血液型不適合妊娠による新生児溶血性疾患（HDN）は母親が産生する抗赤血球抗体が胎盤を通過し胎児の赤血球を破壊するために引き起こされる疾患で新生児赤血球の直接クームス試験は陽性となる。
その他、異型輸血による輸血副作用や、薬剤誘発性免疫性溶血貧血、寒冷凝集素症候群（CAS）、特発性寒冷血色素尿症（PCH）でも陽性となる。
直接クームス陽性の場合、生体内で溶血を起こしているかが重要で、ヘモグロビンやヘマトクリットの低下、間接ビリルビンの上昇、乳酸脱水素酵素（LD）、網赤血球増加、ハプトグロビン低下が指標となる。

## 間接クームス試験陽性の追加検査
不規則抗体を参照。

## 直接クームス試験陽性の追加検査
不規則抗体 が感作していると予想されれば血球をDT解離して、解離液を検査する。
陽性のため血液型が判別できない場合は、モノクローナル抗体を使ったりクロロキン処理で抗体解離してから検査する。
また、自己抗体があると予想されればPEG吸収やZZAP処理した血球でこれを吸着し、残った血清で不規則抗体の有無を改めて検査する。
不規則抗体がなければ輸血の際、適合血選択は必要ないが、あれば特異性を調べて適合血を選ぶ。
しかし3ヶ月以内に輸血を受けていた場合は患者血球を吸収操作に用いることはできない（輸血された血球が同種抗体を吸着してしまうため）。この場合は患者とABO同型（もしくはO型）、さらにRh、Kidd同型の赤血球を使用する。これをZZAP処理すればMNSやDuffyに対する抗体を吸着せず自己抗体を効率よく吸着できる。
その他、寒冷凝集素症候群（CAS）の場合は予備加温しながらの検査や4℃で自己抗体を吸収した検体を用いて不規則抗体の有無を改めて検査する。また、特発性寒冷血色素尿症（PCH）では補体のみが感作しており、4℃以上では反応しないので問題にならない。

## 新生児溶血性疾患(HDN)
直接クームス試験の有力な要因で、胎盤を介し母親の抗体が胎児の赤血球を破壊
する現象。
診断基準
母親と胎児間に血液型不適合がある
黄疸(間接高ビリルビン血症)
母親の抗体価が512倍以上
児の抗体価が8倍以上
解離試験陽性
確定検査
母親の検査　抗体価測定、不規則抗体検査
新生児の検査　直接クームス試験、熱解離試験(ABO不適合の場合)、DT解離試験(不規則抗体による場合)、抗体価測定、同型血球との間接抗グロブリン試験
HDNの輸血
合成血を輸血する。また、もし母親に不規則抗体があれば適合血を用意する。

## 薬剤誘発性による直接クームス試験陽性のメカニズム
薬剤吸着（ペニシリンなどが原因）
ペニシリンが大量に吸着した血球に薬剤抗体が反応し、血管外溶血を起こす。
抗IgGには反応するが、補体には反応しない。適合血選択は必要ない。
免疫複合体（薬剤依存性抗体が原因）
薬剤が血清中の抗体と結合して免疫複合体を形成し、これが赤血球と反応して血管内溶血を起こす。
補体と反応する。適合血選択は必要ない。
自己免疫誘導（α-メチルドーパなどが原因）
α-メチルドーパが自己抗体の産生を誘発する。
自己抗体に特異性があれば適合血選択が必要。
膜修飾（セファロスポリンなどが原因）
セファロスポリンなどが赤血球膜を修飾し、非特異的に全ての蛋白を吸着させる。
適合血選択は必要ない。